# Calletaera sabulosa
Calletaera sabulosa là một loài bướm đêm trong họ Geometridae.